# Augustinus Lycklama à Nijeholt (1742-1789)
Augustinus Lycklama à Nijeholt (Leeuwarden, 27 april 1742 – Oldeboorn, 30 december 1789) was een Nederlandse politicus.

## Familie
Lycklama à Nijeholt, lid van de familie Lycklama à Nijeholt, was een zoon van Tinco Lycklama à Nijeholt (1696-1762), grietman van Utingeradeel, en Martha Kinnema van Scheltinga (1702-1778). Hij trouwde met Susanna thoe Schwartzenberg en Hohenlansberg (1736-1799).

## Loopbaan
Lycklama à Nijeholt werd na het overlijden van zijn vader diens opvolger als grietman van Utingeradeel (1762-1789). Hij was volmacht in de Staten van Friesland (1763-1789) en raad ter Admiraliteit te Amsterdam (1766), daarnaast curator van de Franeker Academie (1777-1789). Als grietman werd hij na zijn dood opgevolgd door zijn zoon Tinco Martinus Lycklama à Nijeholt (1766-1844).
- Biografisch Portaal: 09112354
- Nederlandse Thesaurus van Auteursnamen: 274063093
- Virtual International Authority File: 284978222